# Charles Rigault de Genouilly
Pour les personnes ayant le même patronyme, voir Rigault.
Pour les articles homonymes, voir Genouilly.
Charles Rigault de Genouilly, né le 12 avril 1807 à Rochefort (France) et mort le 4 mai 1873 à Paris, est amiral de France et ministre de la Marine sous le Second Empire. 
Il est notamment connu pour avoir conduit une expédition coloniale en Chine puis au Vietnam, ainsi que pour avoir été l'un des fondateurs de la Société des secours aux naufragés à laquelle il lègue la plus grosse partie de sa fortune.

## Biographie

### Famille
Charles Rigault de Genouilly est le fils de Jean-Charles Rigault de Genouilly,  ingénieur maritime. Il est né le au 91 rue des Fonderies (actuelle rue de la République) à Rochefort (France). Il est le neveu de l'amiral Claude Mithon de Senneville de Genouilly. 

### Début de carrière
Après avoir intégré l'École polytechnique en 1825, il entre dans la Marine nationale comme aspirant.  
En 1830, il participe à l'expédition d'Alger. En 1831, il participe à la bataille navale du « Combat du Tage ». En 1832, il participe à la prise de la ville d'Ancône où il pénètre le premier dans la citadelle.
En juillet 1841, à 34 ans, il est promu capitaine de frégate et est affecté au « dépôt des cartes et des plans » où il travaille à la traduction d'un Routier des Antilles, publié en 1843.
En 1847, à bord du navire corvette La Victorieuse qu'il commande il participe à la bataille navale de Tourane contre la marine vietnamienne. 
Nommé capitaine de vaisseau à l'âge de 41 ans, il se distingue en commandant le premier vaisseau mixte, le Charlemagne, lors de ses essais, en 1851.
En 1855, au cours de la guerre de Crimée (1853-1856), il commande les batteries de la marine nationale débarquées à terre lors du bombardement de Sébastopol : son action lui vaut une certaine célébrité auprès du grand public, les étoiles de contre-amiral, et un siège au Conseil d'Amirauté. Lors du siège, il doit la vie sauve à l'action de l'enseigne de vaisseau Charles-Édouard Hibert, qui est blessé à sa place.
En 1857, il est nommé commandant d'une expédition en Chine, projetée depuis plusieurs années, mais retardée par les événements de Crimée. Il remplace en juin 1857 l'amiral Guérin à la tête de la division navale des mers de Chine. Son action, concertée avec les Britanniques, va se borner à quelques coups de force périphériques, faute de moyens suffisants. Les canonnières de l'expédition franco-britannique forcèrent l'entrée défendue par les forts de Taku et remontèrent la rivière Hai He (appelé Pei-Ho par les Européens) jusqu'à Tianjin. Après l'entrée des alliés à Tianjin, le traité Tien-Tsin est finalement signé, le 27 juin 1858, sans toutefois régler véritablement la question.

#### Campagne de Cochinchine: prise de Tourane et de Saïgon
Le 8 août 1858, Rigault de Genouilly est promu vice-amiral et est nommé commandant du corps expéditionnaire de l'expédition de Cochinchine. Il décide de se porter vers l'Annam.  
Le 30 août 1858, son escadre mouille devant la ville de Tourane (l'actuelle Đà Nẵng) ; deux jours plus tard, un ultimatum est adressé à l'empereur Tu-Duc, mais demeure sans réponse. Rigault tente alors un débarquement et le 1er septembre, il réussit à  s'emparer de Tourane. Mais, faute de matériel et d'hommes, il doit renoncer à attaquer la capitale, Hué, et est contraint de se retirer. Il décide alors de changer de stratégie et d'attaquer la Basse-Cochinchine, grenier à riz du royaume. 

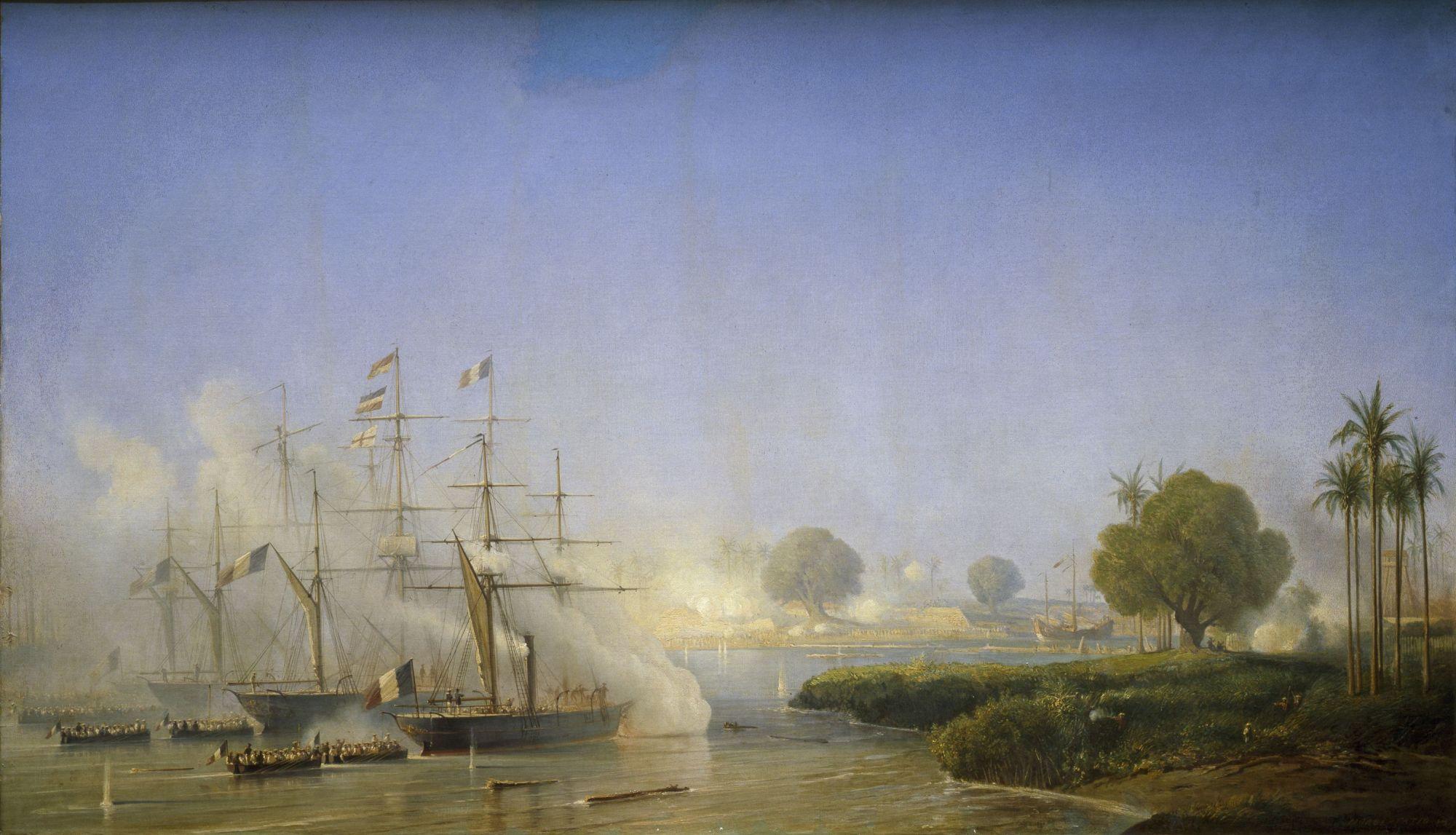
Prise de Saigon, le 18 février 1859 par Antoine Léon Morel-Fatio.

Le 17 février 1859, il parvient à prendre Saïgon. Épuisé par le climat, Rigault abandonne son commandement au contre-amiral Page. Celui-ci sera contraint d'évacuer Tourane. Il concentra ses faibles ressources dans Saïgon qu'il déclara port franc. Il n'y laissera qu'une petite garnison (moins de 800 soldats) sous les ordres du capitaine de vaisseau d'Ariès, secondé par le colonel espagnol Gutierrez à la tête lui de 200 hommes. 
Henri Rieunier, futur amiral et ministre de la marine, est l'un des plus proches et plus fidèles de ses officiers au cours des campagnes de Crimée, Chine, Cochinchine et lors de la guerre franco-prussienne. 

#### Sénateur du Second Empire
Le 19 novembre 1859, après son retour en France, il est décoré de la médaille militaire. En juillet 1860, il est nommé sénateur. 
Rigault offre une cloche chinoise aux Missions étrangères de Paris au nom du corps expéditionnaire français à Canton qui sera placée dans le Jardin des Missions étrangères en 1873.
Face à des détracteurs, il écrira « Je dois maintenir et je maintiens que j'ai pris Saïgon, que je ne l'ai point abandonné, qu'il n'a pas été à reprendre, et que c'est moi qui ai donné Saïgon à la France », écrit-il, en 1862, dans une lettre personnelle au ministre de la Marine pour se plaindre de certains de ses détracteurs. Rigault de Genouilly a aussi ses défenseurs, parmi lesquels l'amiral Hamelin, les maréchaux Pélissier et Canrobert.

#### Amiral de France et ministre de la Marine
Le 27 janvier 1864, Rigault est élevé à la dignité d'amiral de France puis fait grand-croix de la Légion d'honneur le 31 décembre.
En 1865, il accepte la présidence de la Société centrale de sauvetage des naufragés, constituée à l'initiative du peintre de marine Théodore Gudin
Le 20 janvier 1867, il est nommé ministre de la Marine en remplacement de Prosper de Chasseloup-Laubat. Grâce à la confiance personnelle de Napoléon III, il parvient à surmonter toutes les tourmentes de la fin de l'Empire (Émile Ollivier aurait voulu le remplacer par l'amiral Jurien de la Gravière).

#### Guerre de 1870
Lorsque éclate la guerre franco-prussienne, Rigault de Genouilly paralyse son administration par ses hésitations : il souhaite commander en personne la flotte expéditionnaire en Allemagne. Le 7 août 1870, après les premières défaites françaises en Alsace et en Lorraine, cherchant à prendre le commandement de la défense de Paris, Rigault de Genouilly, ministre de la marine, fait ordonner par l'impératrice Eugénie, que les équipages de la flotte non utilisés pour le service de mer soient appelés à Paris et exclusivement chargés de la défense des forts de Romainville, de Noisy, de Rosny, d'Ivry, de Bicêtre, de Montrouge, des batteries de Montmartre et de Saint-Ouen et qu'une flottille formée de bateaux légers et de canonnières, opère sur la Seine.

### Dernières années
Le 4 septembre 1870, il démissionne de son poste de  ministre de la Marine et quitte aussitôt Paris pour suivre une cure dans les Pyrénées, puis se retire chez lui à Paris, où il vit ses dernières années, soigné par ses neveux.
Il meurt le 4 mai 1873 (au 4 rue d'Anjou à Paris), des suites de fièvres, vraisemblablement consécutives au paludisme, contracté en Indochine. Ses obsèques sont célébrées aux frais de l’État le vendredi 9 mai en l’église des Invalides et, selon ses dernières volontés, il est inhumé au cimetière de Rochefort, sa ville natale.

## Hommage
Une rue de la ville de   Rochefort porte son nom (rue Amiral-Rigault-de-Genouilly).
Une rue de la ville de Fouras porte son nom (rue Rigault-de-Genouilly).
Une rue de la ville de Vergeroux porte son nom (rue Amiral-Rigault-de-Genouilly).
Des navires de la marine française ont pris son nom :
- Croiseur de 2e classe Rigault de Genouilly (gb) (1876-1898)[7]
- Aviso colonial Rigault de Genouilly (1932-1940)

Un timbre à son effigie a été émis en Indochine (Série des marins, 1943-1945).

## Décorations
- Grand-croix de la Légion d'honneur (31 décembre 1864)
- Médaille militaire (19 novembre 1859)